# Represa Santa Maria
A Represa Santa Maria é uma barragem localizada no Parque Nacional de Brasília e faz parte das bacias do Paraná, Paranaíba e Corumbá. A represa pertence ao Sistema Santa Maria, que é responsável por 29% do abastecimento de água da população do Distrito Federal (DF). A utilização da barragem é para a reserva técnica em períodos de estiagem.
No ano de 1961, foi criado uma unidade de conservação com a finalidade de proteger as nascentes de água que abastecem o Santa Maria, proporcionando assim uma água pura, exigindo poucos componentes químicos para o tratamento.
Atualmente a Companhia de Saneamento Ambiental do Distrito Federal (CAESB) é a proprietária da represa e a entidade fiscalizadora é a Agência Reguladora de águas, Energia e Saneamento do Distrito Federal (ADASA).

## História
Em um convênio assinado entre a Companhia de Águas e Esgoto de Brasília e Banco Nacional de Habitação, a barragem foi construída entre os anos de 1969 e 1971, com a finalidade de aumentar, em dobro, a capacidade de abastecimento de água de Brasília. Foi estimado o valor de 47 milhões de Cruzeiros Novos para a construção da barragem e da ampliação do sistema de abastecimento.

## Características
A barragem foi construída com terra e filtro de areia, com 550 metros de extensão e 40 metros de altura. É abastecida pelos córregos Santa Maria, Vargem Grande e Milho Cozido.
O vertedouro foi construído em concreto, em formato de leque, com curvatura do topo de 1.072 metros de comprimento e a curvatura da base em 51,04 metros de comprimento.

Para a tomada d´agua foi construída uma torre em concreto armado com 22,10 metros de altura e duas aberturas retangulares com comportas metálicas de acionamento manual.